# Turcos otomanos
Os Turcos otomanos (em turco: Osmanlı Türkleri) eram um grupo étnico turco da Anatólia. Originários da Ásia Central, eles migraram para a Anatólia no século XIII e fundaram o Império Otomano, no qual permaneceram sócio-politicamente dominantes durante todos os seis séculos em que existiu. Seus descendentes são os atuais turcos, que constituem a maioria da população da República da Turquia, que foi estabelecida logo após o fim da Primeira Guerra Mundial.
Informações confiáveis sobre a história inicial dos turcos otomanos ainda são escassas, mas eles adotaram seu nome turco em turco: Osmanlı de Osmã I, que fundou a Casa de Osmã ao lado do Império Otomano; o nome "Osmã" foi alterado para "otomano" quando foi transliterado para algumas línguas europeias ao longo do tempo. O principado otomano, expandindo-se a partir de Söğüt, gradualmente começou a incorporar outros muçulmanos de língua turca e cristãos não turcos em seu reino. Na década de 1350, eles começaram a cruzar a Europa e acabaram dominando o Mar Mediterrâneo. Em 1453, a queda de Constantinopla, que serviu como capital do Império Bizantino, permitiu que os turcos otomanos controlassem todas as principais rotas terrestres entre a Ásia e a Europa. Este desenvolvimento forçou os europeus ocidentais a encontrar outras formas de negociar com os asiáticos.    Após a dissolução do Império Otomano, a identidade turco-otomana deixou de existir; a língua turca otomana, que era escrita usando o alfabeto perso-árabe, evoluiu para a moderna língua turca latinizada.

## História

### Migração da Ásia Central para a Anatólia

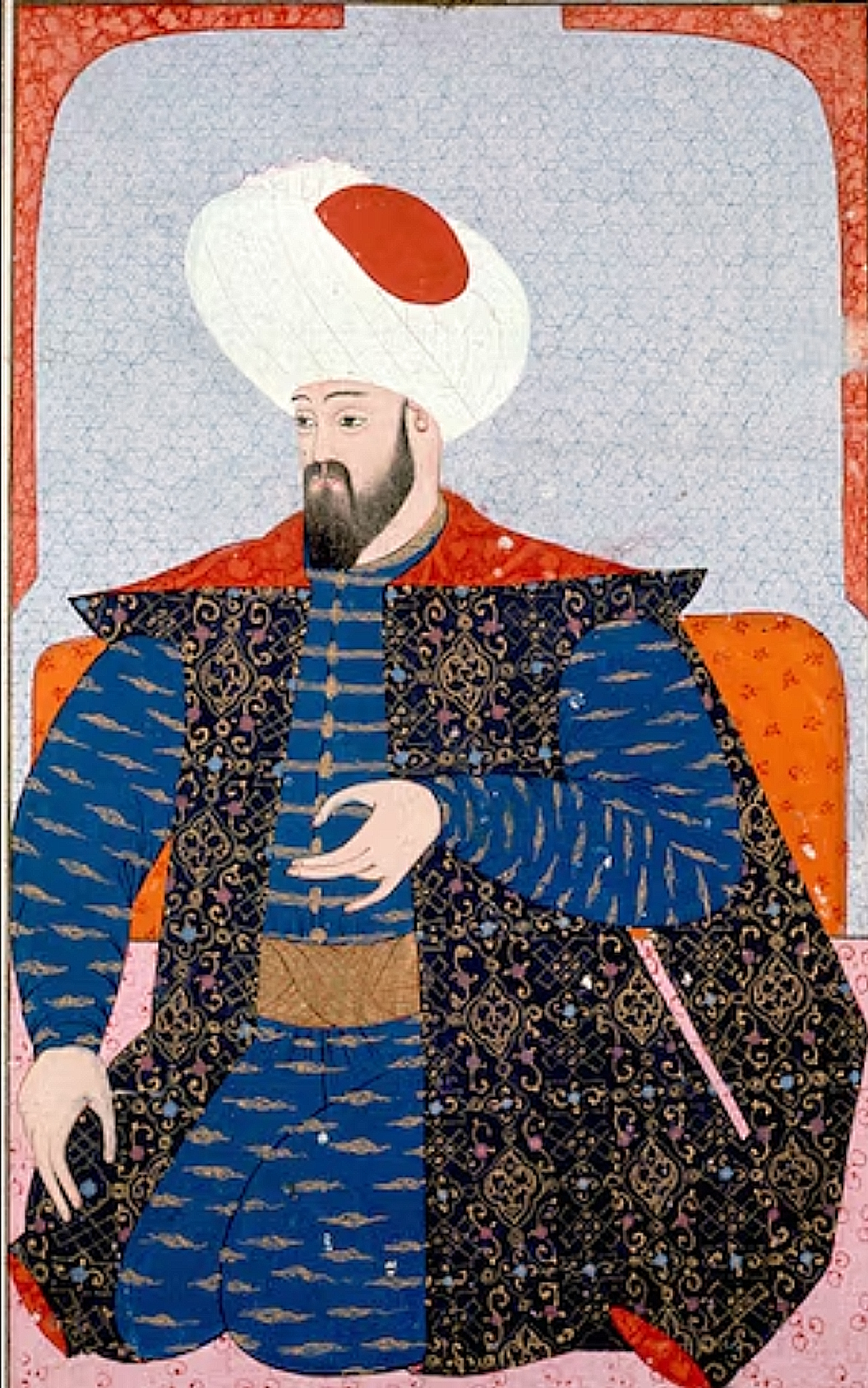
Miniatura otomana de 1579/1580 representando Osman I, que fundou a Casa de Osman e o Império Otomano por volta de 1299. Localizado em Topkapı Sarayı Müzesi, na cidade de Istambul.

Os otomanos se tornaram conhecidos no Ocidente no século XIII, quando migraram de sua terra natal na Ásia Central para o oeste, para o Sultanato Seljúcida de Rum, na Anatólia. Os turcos otomanos estabeleceram um beylik na Anatólia Ocidental sob Ertogrul, cuja capital era Söğüt. Ertugrul, líder da tribo nômade Kayı, estabeleceu um principado como parte do decadente império seljúcida. Seu filho Osmã expandiu o principado; o governo e o povo foram chamados de "otomanos" pelos europeus em sua homenagem ("otomano" sendo uma corruptela de "Osmã"). O filho de Osmã, Orcano, expandiu o reino crescente para um império, tomando Niceia (atual İznik) e cruzando os Dardanelos em 1362. Todas as moedas descobertas em Söğüt durante os dois séculos antes de Orhan receber os nomes dos governantes de Illkhanate. Os seljúcidas estavam sob a suserania dos Illkhanates e, mais tarde, do conquistador turco-mongol Tamerlão. O Império Otomano ganhou força quando Maomé II capturou a capital bem defendida do reduzido Império Bizantino, Constantinopla, em 1453.  

### Império Otomano até a Primeira Guerra Mundial
O Império Otomano passou a governar grande parte dos Bálcãs, do Cáucaso, do Oriente Médio (excluindo o Irã) e do Norte da África ao longo de vários séculos, com um exército e uma marinha avançados. O Império durou até o final da Primeira Guerra Mundial, quando foi derrotado pelos Aliados e dividido. Após a bem-sucedida Guerra da Independência da Turquia, que terminou com o movimento nacional turco retomando a maior parte das terras perdidas para os Aliados, o movimento aboliu o sultanato otomano em 1º de novembro de 1922 e proclamou a República da Turquia em 29 de outubro de 1923. O movimento anulou o Tratado de Sèvres e negociou o significativamente mais favorável Tratado de Lausanne (1923), assegurando o reconhecimento das modernas fronteiras nacionais turcas, denominado Misak-ı Milli (Pacto Nacional). 

### Definição de "turco"
Nem todos os cidadãos do Império Otomano eram muçulmanos e nem todos os muçulmanos otomanos eram turcos, mas a partir de 1924, todos os cidadãos da recém-fundada República Turca passaram a ser considerados "turcos". O artigo 88 da Constituição de 1924, que foi baseado na Constituição de 1921, declara que o nome turco, como termo político, deve ser entendido como incluindo todos os cidadãos da República Turca, sem distinção ou referência a raça ou religião. 

## Cultura
A conquista de Constantinopla começou a fazer dos otomanos os governantes de um dos impérios mais lucrativos, conectado às florescentes culturas islâmicas da época e na encruzilhada do comércio com a Europa. Os otomanos fizeram grandes avanços em caligrafia, escrita, direito, arquitetura e ciência militar, e se tornaram o padrão de opulência. 

### Caligrafia
Como o islamismo é uma religião monoteísta que se concentra fortemente no aprendizado do texto central do Alcorão e a cultura islâmica historicamente tende a desencorajar ou proibir a arte figurativa, a caligrafia se tornou uma das principais artes. 
O início do período Yâkût foi suplantado no final do século XV por um novo estilo iniciado por Şeyh Hamdullah (1429–1520), que se tornou a base da caligrafia otomana, com foco na versão Nesih da escrita, que se tornou o padrão para copiar o Alcorão (ver Caligrafia islâmica). 
A próxima grande mudança na caligrafia otomana veio do estilo de Hâfiz Osman (1642–1698), cujo estilo rigoroso e simplificado encontrou aceitação em um império no auge de sua extensão territorial e encargos governamentais. 
O estilo caligráfico tardio dos otomanos foi criado por Mustafa Râkim (1757–1826) como uma extensão e reforma do estilo de Osman, colocando maior ênfase na perfeição técnica, o que ampliou a arte caligráfica para abranger a escrita sülüs, bem como a escrita Nesih. 

### Poesia
A poesia otomana incluía versos épicos, mas é mais conhecida por formas mais curtas, como o gazel. Por exemplo, o poeta épico Ahmedi (-1412) é lembrado por seu Alexandre, o Grande. Seu contemporâneo Sheykhi escreveu versos sobre amor e romance. Yaziji-Oglu produziu um épico religioso sobre a vida de Maomé, aproveitando os avanços estilísticos da geração anterior e as formas épicas de Ahmedi. 

### Pintura
No século XIV, a prosperidade do Império Otomano tornou as obras manuscritas disponíveis para comerciantes e artesãos, e produziu um florescimento de miniaturas que retratavam pompa, vida cotidiana, comércio, cidades e histórias, e registravam eventos. 
No final do século XVIII, as influências europeias na pintura eram claras, com a introdução de óleos, perspectiva, pinturas figurativas, uso de anatomia e composição. 